# Klintehamn
Klintehamn è un'area urbana della Svezia situata nel comune di Gotland, contea di Gotland.
La popolazione risultante dal censimento 2010 era di 1 363 abitanti.